# Erżewa
Erżewa (rum. Hîrjău, ros. Ержово) – wieś o spornej przynależności państwowej (de iure Mołdawia, de facto Naddniestrze), w rejonie Rybnica, nad Dniestrem, na historycznym Podolu.
W czasach I Rzeczypospolitej wieś leżała w województwie bracławskim w prowincji małopolskiej Korony Królestwa Polskiego. W 1789 Erżów był prywatną wsią, należącą do Lubomirskich. Odpadła od Polski w wyniku II rozbioru.